# (5394) Jurgens
(5394) Jurgens es un asteroide perteneciente al cinturón de asteroides, descubierto el 6 de marzo de 1986 por Edward Bowell desde la Estación Anderson Mesa (condado de Coconino, cerca de Flagstaff, Arizona, Estados Unidos).

## Designación y nombre
Designado provisionalmente como 1986 EZ1. Fue nombrado Jurgens en honor al astróonomo de radar en el Laboratorio de Propulsión a Chorro Raymond F. Jurgens, que desarrolló el sistema de adquisición de datos utilizado para la imagen Doppler de retraso de alta resolución de (4179) Toutatis en 1992. Dirigió el doble-polarización, investigaciones de radar de doble longitud de onda de (433) Eros en 1975 (el primero de un asteroide). También fue pionero en técnicas para usar espectros de radar para restringir formas de cuerpo pequeño y las primeras observaciones interferométricas de radar de tres estaciones de Venus.

## Características orbitales
Jurgens está situado a una distancia media del Sol de 2,377 ua, pudiendo alejarse hasta 2,767 ua y acercarse hasta 1,988 ua. Su excentricidad es 0,163 y la inclinación orbital 1,731 grados. Emplea 1339,15 días en completar una órbita alrededor del Sol.

## Características físicas
La magnitud absoluta de Jurgens es 13,6. Tiene 4,902 km de diámetro y su albedo se estima en 0,292. 